# Isopedella castanea
Isopedella castanea là một loài nhện trong họ Sparassidae.
Loài này thuộc chi Isopedella. Isopedella castanea được Arthur Stanley Hirst miêu tả năm 1993.